# Последняя ночь в раю
«Последняя ночь в раю» — советский чёрно-белый фильм, снятый в 1965 году на киностудии «Молдова-фильм» режиссёром Александром Гордоном по сценарию Георгия Маларчука, написанном им по мотивам своей одноимённой пьесы.

## Сюжет
Лето 1944 года. Война. Красная армия наступает. В маленькой молдавской деревушке на берегу Днестра в кулацкой усадьбе Санды Кицан каждый по-своему ожидает прихода Советской власти. Старший сын — румынский офицер — покидает дом с немецкими оккупантами. Средний сын Петря погиб здесь как партизан, о нём даже упоминать в доме строжайше запрещено. Прихватив с собой последние сбережения матери, уходят в лес младшие сыновья Савва и Ион. Единственный оставшийся в доме сын Николай, из-за хромоты полуинвалид, всё больше уходит в себя, понимая всю никчемность своей жизни, смутно ожидающий чего-то нового, светлого. С ним крутит интрижку Мария — презрительно-равнодушная ко всем жена ушедшего с немцами старшего брата. Среди этого разлада стойко держится несгибаемая Александра, невестка Санды, вдова Петри, с маленьким ребёнком на руках. Для нее канонада наступающей Красной армии звучит музыкой, для нее приход советских войск будет означать конец ненавистной зависимости от свекрови, начало новой жизни, достойной памяти мужа, отдавшего свою жизнь за Советскую власть.

С появлением советских танков рухнет старый уклад, утратит все права на власть над ближними Санда Кицан. Но прочности, внутренней силы в в нем, этом укладе, нет давно. Жизнь уже вынесла ему свой приговор, его несостоятельность лишь прикрыта до поры до времени покровом внешнего благополучия. Потому что в мире собственничества, в мире, где стяжательство объявлено главной человеческой добродетелью, нет ни гармонии, ни человечности. В этом убеждает развитие событий, показываемых на экране. Мы в сущности следим за кульминацией процессов, вызревавших исподволь. Ситуации, чреватые близкими переменами, только помогают обнаружить истинную сущность участников драмы, населяющих дом Санды Кицан. Исключая, пожалуй, Александру, здесь каждый думает только о себе.— В зеркале экрана: статьи и рецензии / В. Широкий. — Кишинёв: Картя Молдовеняскэ, 1971 .- 125 с. — с. 87-89.

## В ролях
- Елена Кузьмина — Санда Кицан
- Нина Водэ-Мокряк — Александра
- Екатерина Малкочи — Мария
- Ион Шкуря — Николай Кицан
- Лев Поляков — Павел
- Думитру Карачобану — Савва
- Владимир Поночевный — Ион
- Степан Крылов — Максим
- Василе Брескану — эпизод
- Илие Гуцу — эпизод
- Сергей Дворецкий — танкист

## Критика
На наш взгляд, драматургии фильма можно предъявить серьезные претензии. Основные конфликтные столкновения должны проявляться, по замыслу авторов, во взаимоотношениях между старухой Кицан и всеми остальными обитателями дома, так или иначе противостоящими или сопротивляющимися его укладу. Однако многие из этих линий оказываются недейственными. Не получают, по сути, никакого развития взаимоотношения между Сандой Кицан и ее невестками и сыновьями. Этот конфликт не является источником той энергии, которая дала бы драматургии фильма необходимую внутреннюю динамичность, упругость, мускулистость.— Полюхова М. П. — О некоторых стилевых особенностях молдавского киноискусства в решении исторической темы // Известия АН МССР, сер. общественных наук, 1974, № 2. — с. 88-92.

## Мнение о фильме Е. Кузьминой
Исполнительница главной роли — матери семейства Санды Кицан — советская актриса Елена Кузьмина осталась крайне недовольна работой с киностудией «Молдова-фильм». По её мнению у фильма был сильный сценарий, и она как актриса «много положила сил и здоровья, чтобы сыграть этот великолепно выписанный образ», но роль была уничтоженна редактурой:

Работала я увлеченно. Человек, которому я безгранично верила, Михаил Ильич Ромм, посмотрев снятый материал, сказал мне: — Не знаю, какая будет картина, но роль у тебя сделана великолепно. Молодец!.. К сожалению, он слишком рано похвалил меня. Все получилось навыворот.
Один из начальников студии, посмотрев смонтированный фильм, сказал: В Молдавии таких женщин не бывает. Наши женщины слишком хорошие матери, чтоб проклинать своего сына, даже если он украл деньги. Режиссер Саша Гордон, молодой, неуверенный в себе и слабохарактерный человек, выполнил вce пожелания старших товарищей …. Было исключено несколько хороших сцен. Роль сразу стала слабее и скучнее. После этих упражнений роли не стало.

Мы с Роммом пошли смотреть вышедший фильм, и ушли с середины. После всех метаморфоз, которые произошли с Сандой, нельзя было без боли смотреть на то, что осталось.